# Mamadou Tall
Mamadou Tall (* 4. Dezember 1982 in Attécoubé) ist ein ehemaliger Fußballspieler aus dem westafrikanischen Staat Burkina Faso.

## Verein
Er begann seine Karriere bei Étoile Filante Ouagadougou in der burkinischen Hauptstadt und spielte in der Folge bei Çaykur Rizespor und Bursaspor in der Türkei, bei CS Sfaxien in Tunesien, beim CS Grevenmacher in Luxemburg, bei USM Blida in Algerien, bei Wydad Casablanca in Marokko und bei União Leiria in Portugal. Anschließend spielte er im Iran für Persepolis Teheran und zuletzt bei Santos FC Ouagadougou.

## Nationalmannschaft
Tall spielte von  2000 bis 2012 46 Mal für die Burkinische Fußballnationalmannschaft und nahm an der Afrikameisterschaft 2002 und Afrikameisterschaft 2010 sowie den Qualifikationsspielen zu den Weltmeisterschaften 2002 und 2010 teil.

## Erfolge
- Burkinischer Pokalsieger: 2000